# جام اینترتوتو ۲۰۰۱
جام اینترتوتو ۲۰۰۱، هفتمین دوره از رقابت‌های فوتبال جام اینترتوتو بود که زیر نظر یوفا برگزار می‌شد. در بازی‌های نهایی سه تیم استون ویلا، پاری سن ژرمن و  تروا به پیروزی رسیدند و جواز حضور در مسابقات جام یوفا را بدست آوردند.

## دور اول
| تیم ۱                 | نتیجه‌نهایی   | تیم ۲              | بازی رفت | بازی برگشت |
| --------------------- | ------------ | ------------------ | -------- | ---------- |
| زاگرب                 | ۲–۳          | پوبدا              | ۱–۲      | ۱–۱        |
| Universitatea Craiova | ۴–۳          | Bylis              | ۳–۳      | ۱–۰        |
| Dyskobolia Grodzisk   | ۱–۴          | اسپارتاک وارنا     | ۱–۰      | ۰–۴        |
| هاپوئل حیفا           | ۵–۰          | تی‌وی‌ام‌کی           | ۲–۰      | ۳–۰        |
| اکراناس               | ۲–۲ (۳–۴ پ.) | Artmedia Petržalka | ۱–۱      | ۱–۱ (و.ا.) |
| تاتابانیا             | ۵–۴          | شیراک              | ۲–۳      | ۳–۱        |
| زاگوئبیه لوبین        | ۴–۱          | هیبرنینز           | ۴–۰      | ۰–۱        |
| آ جی اف آرهوس         | 2–7          | Publikum           | ۱–۰      | ۱–۷        |
| داندی                 | ۲–۵          | سارتید             | ۰–۰      | ۲–۵        |
| سنت حولیا             | ۱–۹          | لوزان-اسپورت       | ۱–۳      | ۰–۶        |
| یاتس                  | ۲–۲ (گ.ز.)   | گلوریا بیستریتسا   | ۱–۰      | ۱–۲        |
| آنورتوسیس             | ۰–۹          | اسلاون بلوپو       | ۰–۲      | ۰–۷        |
| چلیک                  | ۶–۳          | دنیزلی‌اسپور        | ۱–۰      | ۵–۳        |
| WIT Georgia           | ۲–۲ (گ.ز.)   | رید                | ۱–۰      | ۱–۲        |
| کارمارتن تاون         | ۰–۳          | آی‌ای‌کی             | ۰–۰      | ۰–۳        |
| B68 Toftír            | ۲–۴          | لوکرن              | ۲–۴      | ۰–۰        |
| دینامو مینسک          | ۷–۱          | Hobscheid          | ۶–۰      | ۱–۱        |
| تیلیگل تیراسپل        | ۴–۱          | کلیفتون‌ویل         | ۱–۰      | ۳–۱ (و.ا.) |
| Grindavík             | ۳–۱          | Vilash Masallı     | ۱–۰      | ۲–۱        |
| کورک سیتی             | ۱–۳          | لیپایاس متالورگس   | ۰–۱      | ۱–۲        |

## دور دوم
| تیم ۱            | نتیجه‌نهایی | تیم ۲                 | بازی رفت | بازی برگشت |
| ---------------- | ---------- | --------------------- | -------- | ---------- |
| چلیک             | ۱–۲        | خنت                   | ۱–۰      | ۰–۲        |
| Odense           | ۲–۴        | آی‌ای‌کی                | ۲–۲      | ۰–۲        |
| پاری سن ژرمن     | ۷–۱        | یاتس                  | ۳–۰      | ۴–۱        |
| بازل             | ۵–۰        | Grindavík             | ۳–۰      | ۲–۰        |
| تروا             | ۷–۱        | WIT Georgia           | ۶–۰      | ۱–۱        |
| اشتورم گراتس     | ۳–۴        | لوزان-اسپورت          | ۰–۱      | ۳–۳        |
| لیپایاس متالورگس | ۴–۸        | هیرنفین               | ۳–۲      | ۱–۶        |
| اسلاون بلوپو     | ۲–۰        | باستیا                | ۱–۰      | ۱–۰        |
| پوبدا            | ۴–۱        | ریزه‌اسپور             | ۲–۱      | ۲–۰        |
| مونیخ ۱۸۶۰       | ۶–۳        | سارتید                | ۳–۱      | ۳–۲        |
| Synot            | ۵–۴        | Universitatea Craiova | ۳–۲      | ۲–۲        |
| اسپارتاک وارنا   | ۲–۵        | تاوریا سیمفروپول      | ۰–۳      | ۲–۲        |
| تیلیگل تیراسپل   | ۱–۵        | تاتابانیا             | ۱–۱      | ۰–۴        |
| Publikum         | ۶–۱        | Artmedia Petržalka    | ۵–۰      | ۱–۱        |
| دینامو مینسک     | ۳–۰        | هاپوئل حیفا           | ۲–۰      | ۱–۰        |
| زاگوئبیه لوبین   | ۳–۴        | لوکرن                 | ۲–۲      | ۱–۲        |

## دور سوم
| تیم ۱        | نتیجه‌نهایی | تیم ۲           | بازی رفت | بازی برگشت |
| ------------ | ---------- | --------------- | -------- | ---------- |
| لوکرن        | ۰–۵        | نیوکاسل یونایتد | ۰–۴      | ۰–۱        |
| بلشانی       | ۱–۰        | پوبدا           | ۰–۰      | ۱–۰        |
| رن           | ۷–۴        | Synot           | ۵–۰      | ۲–۴        |
| اسلاون بلوپو | ۲–۳        | استون ویلا      | ۲–۱      | ۰–۲        |
| والویک       | ۲–۵        | مونیخ ۱۸۶۰      | ۱–۲      | ۱–۳        |
| وولفسبورگ    | ۴–۳        | دینامو مینسک    | ۴–۳      | ۰–۰        |
| وردر برمن    | ۳–۳ (گ.ز.) | خنت             | ۲–۳      | ۱–۰        |
| برشا         | ۳–۲        | تاتابانیا       | ۲–۱      | ۱–۱        |
| تروا         | ۴–۲        | آی‌ای‌کی          | ۲–۱      | ۲–۱        |
| سیمفروپول    | ۰–۵        | پاری سن ژرمن    | ۰–۱      | ۰–۴        |
| بازل         | ۵–۳        | هیرنفین         | ۲–۱      | ۳–۲        |
| Publikum     | ۱–۱ (گ.ز.) | لوزان-اسپورت    | ۱–۱      | ۰–۰        |

## نیمه نهایی
| تیم ۱      | نتیجه‌نهایی | تیم ۲           | بازی رفت | بازی برگشت |
| ---------- | ---------- | --------------- | -------- | ---------- |
| رن         | ۲–۲ (گ.ز.) | استون ویلا      | ۲–۱      | ۰–۱        |
| خنت        | ۱–۷        | پاری سن ژرمن    | ۰–۰      | ۱–۷        |
| بلشانی     | ۳–۴        | برشا            | ۱–۲      | ۲–۲        |
| بازل       | ۵–۲        | لوزان-اسپورت    | ۳–۰      | ۲–۲        |
| مونیخ ۱۸۶۰ | ۳–۶        | نیوکاسل یونایتد | ۲–۳      | ۱–۳        |
| تروا       | ۳–۲        | وولفسبورگ       | ۱–۰      | ۲–۲        |

## فینال‌ها

### دور رفت
| تیم ۱        | نتیجه‌نهایی | تیم ۲           | بازی رفت | بازی برگشت |
| ------------ | ---------- | --------------- | -------- | ---------- |
| بازل         | ۲–۵        | استون ویلا      | ۱–۱      | ۱–۴        |
| پاری سن ژرمن | ۱–۱ (گ.ز.) | برشا            | ۰–۰      | ۱–۱        |
| تروا         | ۴–۴ (گ.ز.) | نیوکاسل یونایتد | ۰–۰      | ۴–۴        |

| بازل        | ۱–۱   | استون ویلا |
| ----------- | ----- | ---------- |
| Giménez ۷۴' | گزارش | مرسون ۵۸'  |

| پاری سن ژرمن | ۰–۰   | برشا |
| ------------ | ----- | ---- |
|              | گزارش |      |

| تروا | ۰–۰   | نیوکاسل یونایتد |
| ---- | ----- | --------------- |
|      | گزارش |                 |

### دور برگشت
| استون ویلا                            | ۴–۱   | بازل         |
| ------------------------------------- | ----- | ------------ |
| واسل ۴۵' · آنخل ۵۵'، ۷۸' · ژینولا ۸۴' | گزارش | چیپرفیلد ۳۰' |

استون ویلا در مجموع ۵–۲ برنده شد.
| برشا          | ۱–۱   | پاری سن ژرمن |
| ------------- | ----- | ------------ |
| باجو ۷۹' (پ.) | گزارش | دا سیلوا ۷۴' |

پاری سن ژرمن با نتیجه ۱–۱ با قانون گل زده در خانه حریف برنده شد.
| نیوکاسل یونایتد                                    | ۴–۴   | تروا                                     |
| -------------------------------------------------- | ----- | ---------------------------------------- |
| سولانو ۲' · آمئوبی ۶۵' · اسپید ۷۰' (پ.) · هیوز ۹۰' | گزارش | Leroy ۲۵' · Goussé ۲۷' · Boutal ۴۶'، ۶۱' |

تروا با نتیجه ۴–۴ با قانون گل زده در خانه حریف برنده شد.

## آمار

### برترین گلزنان
| رتبه | نام               | باشگاه                | گل |
| ---- | ----------------- | --------------------- | -- |
| ۱    | Marijo Dodik      | اسلاون بلوپو          | ۶  |
| ۱    | Samuel Boutal     | تروا                  | ۶  |
| ۱    | Nicolas Goussé    | تروا                  | ۶  |
| ۴    | Pyotr Kachura     | دینامو مینسک          | ۵  |
| ۴    | Valentin Stanchev | اسپارتاک وارنا        | ۵  |
| ۴    | مارتین مکس        | مونیخ ۱۸۶۰            | ۵  |
| ۴    | جی-جی اوکوچا      | پاری سن ژرمن          | ۵  |
| ۴    | Ștefan Grigorie   | Universitatea Craiova | ۵  |
| ۹    | لورن روبر         | پاری سن ژرمن          | ۴  |
| ۹    | Anthony Lurling   | هیرنفین               | ۴  |
| ۹    | مارکس آلباک       | هیرنفین               | ۴  |
| ۹    | نولبرتو سولانو    | نیوکاسل یونایتد       | ۴  |